# Milne Ramsey

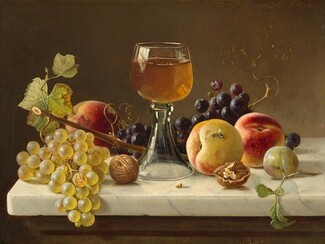
Milne Ramsey: Marmortischplatte mit Obst und Weinglas, 1869. National Gallery of Art

Milne Ramsey (* 1847 in Atlantic City, New Jersey; † 16. März 1915 in Philadelphia, Pennsylvania) war ein US-amerikanischer Maler, bekannt für Stillleben, Landschaften und Marinemalerei.

## Leben
Milne Ramsey wurde 1847 in Atlantic City, New Jersey geboren. Er begann seine künstlerische Ausbildung an der Pennsylvania Academy of Fine Arts (PAFA) in den frühen 1860er Jahren, wo er unter anderem Thomas Eakins und Edwin Blashfield kennenlernte.  Nach seinem Abschluss 1866 eröffnete er ein Atelier in Philadelphia. 1868 ging er nach Paris, wo er bei Léon Bonnat studierte. Während seines zehnjährigen Aufenthalts in Frankreich stellte er regelmäßig im Pariser Salon aus und war Mitbegründer der Society of American Artists in Paris. 1875 wurde sein Sohn Charles Frederic Ramsey in Pont-Aven in der Bretagne geboren, der später ebenfalls ein bekannter Maler wurde. 1882 kehrt Ramsey nach Philadelphia zurück und stellt in der Pennsylvania Academy fast hundert Werke aus seiner Zeit in Europa aus. In den folgenden Jahren teilt er seine Zeit zwischen seinen Ateliers in Philadelphia, New York City und seinem Haus in Atlantic City auf.  1897 zog er nach Lawrence Park in Bronxville, New York, wo er sich der Landschaftsmalerei widmete. Um 1900 kehrte er endgültig nach Philadelphia zurück, wo er am 16. März 1915 starb.

## Werk

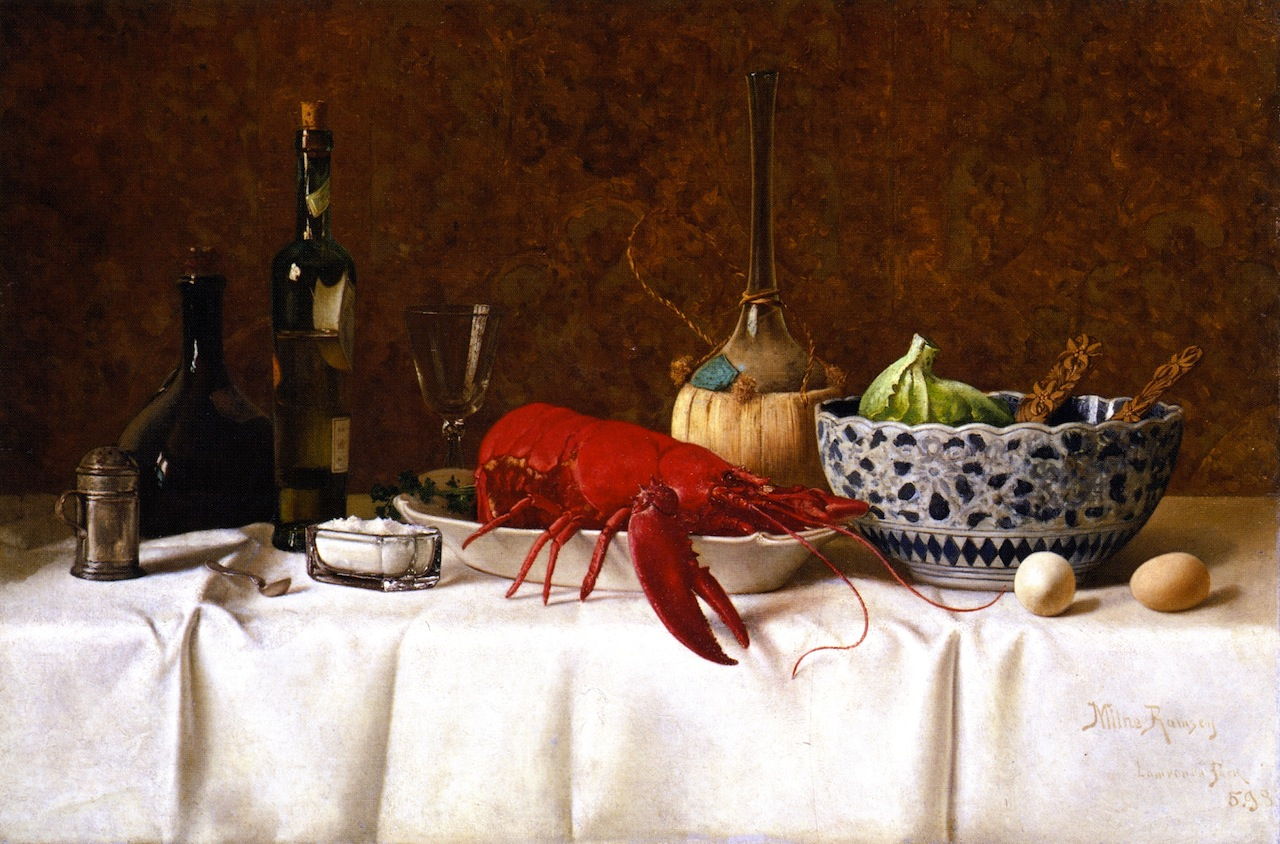
Still Life with Lobster von Milne Ramsey, 1898. Detroit Institute of Arts

Milne Ramsey ist vor allem für seine detailreichen Stillleben bekannt, die oft Blumen, Früchte und orientalische Objekte darstellen. Seine Kompositionen zeichnen sich durch präzise Anordnung und meisterhafte Darstellung verschiedener Texturen und reflektierender Oberflächen aus.  Während seines Aufenthalts in Europa sammelte er zahlreiche orientalische Artefakte, die er häufig in seine Werke integrierte. Neben Stillleben schuf Ramsey auch Landschaften und Seestücke, insbesondere inspiriert durch die Küstenlandschaften von New Jersey.